# حراس المجرة
حراس المجرة (بالإنجليزية: Guardians of the Galaxy) هو فيلم بطل خارق أمريكي من عام 2014 مستوحى من القصص المصورة التي تحمل نفس الاسم من نشر مارفل كومكس. الفيلم من إخراج جيمس غان، الذي كتب السيناريو مع نيكول بيرلمان. أنه الإصدار العاشر ضمن عالم مارفل السينمائي ومن بطولة كريس برات زوي سالدانيا وديف باتيستا وفين ديزل وبرادلي كوبر ولي بيس ومايكل روكر وكارين جيلان ودجيمون هونسو وجون ك. رايلي وغلين كلوز وبينيشيو ديل تورو.
في الفيلم يقوم صائد جوائز يدعى بيتر كويل بتشكيل تحالف يضم مجموعة غريبة من الكائنات لاستعادة جرم سماوي مسروق.
المنتج كيفن فيج قام بذكر حراس المجرة لأول مرة للعلن كفيلم محتمل في 2010، ثم أعلنت استوديوهات مارفل ان الفيلم في مرحلة التطوير خلال معرض كوميك-كون في يوليو 2012. تم التعاقد مع جيمس غن لكاتبة وإخراج الفيلم في شهر سبتمبر. في فبراير 2013، تم التعاقد مع كريس برات للعب دور بيتر كويل/ستار لورد، وطاقم الممثلين الآخرين تم اختيارهم في الأشهر اللاحقة. التصوير بدء في يوليو 2013 باستوديوهات شيبرتون في إنكلترا، ثم استمر التصوير في لندن قبل الانتهاء في أكتوبر 2013. مرحلة ما بعد الإنتاج انتهت في 7 يوليو، 2014.
عرض حراس المجرة لأول مرة بهوليوود في 21 يوليو، 2014. تم عرضه بصالات السينما في 1 أغسطس، 2014 في الولايات المتحدة بتقنية ثلاثي الأبعاد وآيماكس ثلاثي الأبعاد، وصدر بالشرق الأوسط في 14 أغسطس، 2014. قد أعلن عن تتمة له ومن المقرر عرضه في 28 يوليو، 2017.

## بطولة
- كريس برات بدور بيتر كويل / ستار لورد
- زوي سالدانيا بدور غامورا
- ديف باتيستا بدور داركس المدمر
- فين ديزل بدور غرووت
- برادلي كوبر بدور روكيت
- لي بيس بدور رونان المتهم
- مايكل روكر بدور يوندا يودونتا
- كارين جيلان بدور نيبولا
- دجيمون هونسو بدور كوراث
- جون ك. رايلي رومان داي
- غلين كلوز بدور رئيس نوفا إيراني رائيل
- بينيشيو ديل تورو بدور تانيلير تيفين / الحاصد

## القصة
في أبعد مكان في الفضاء يرصد الفيلم قصة طيار أمريكي يُدعى بيتر كويل، يجد بيتر نفسه في مطاردة من قبل مجرم يدعى رونان بعد سرقته لجرم سماوي. من أجل التهرب من رونان يضطر بيتر لعقد هدنة مع كل من جامورا وروكيت راكون ودراكس وغروت. سرعان ما يكتشف بيتر القوة الحقيقة لذلك الجرم السماوي والخطر الذي يشكله على الكون كله.

## الاستقبال النقدي
حظي حراس المجرة باستقبال حار من النقاد، موقع الطماطم الفاسدة أعلن عن نسبة تأييد إيجابية 92% مع متوسط تقييم 7.7/10 بناءً على 190 مراجعة. على ميتاكريتك، الفيلم حاصل على تقييم 76 من 100 بناءً على 44 مراجعة. تشير إحصاءات موقع سينماسكور أنّ رواد السينما أعطوا للفيلم علامة "A" على مقياس +A إلى F.

## روابط خارجية
- حراس المجرة على موقع IMDb (الإنجليزية)
- حراس المجرة على موقع ميتاكريتيك (الإنجليزية)
- حراس المجرة على موقع الموسوعة البريطانية (الإنجليزية)
- حراس المجرة على موقع روتن توميتوز (الإنجليزية)
- حراس المجرة على موقع نتفليكس (الإنجليزية)
- حراس المجرة على موقع قاعدة بيانات الأفلام العربية
- حراس المجرة على موقع ألو سيني (الفرنسية)
- حراس المجرة على موقع Turner Classic Movies (الإنجليزية)
- حراس المجرة على موقع أول موفي (الإنجليزية)
- حراس المجرة على موقع بوكس أوفيس موجو (الإنجليزية)